# Понте Органаско (Пјаченца)
Понте Органаско је насеље у Италији у округу Пјаченца, региону Емилија-Ромања.
Према процени из 2011. у насељу је живело 27 становника. Насеље се налази на надморској висини од 476 м.